# Stor-Baksjön (Åsele socken, Lappland)
Stor-Baksjön är en sjö i Åsele kommun i Lappland och ingår i Gideälvens huvudavrinningsområde. Sjön har en area på 0,633 kvadratkilometer och ligger 369 meter över havet. Sjön avvattnas av vattendraget Baksjöbäcken. Vid provfiske har abborre, gädda, mört och sik fångats i sjön.

## Delavrinningsområde
Stor-Baksjön ingår i det delavrinningsområde (711934-159181) som SMHI kallar för Utloppet av Stor-Baksjön. Medelhöjden är 414 meter över havet och ytan är 9,89 kvadratkilometer. Räknas de 6 avrinningsområdena uppströms in blir den ackumulerade arean 57,99 kvadratkilometer. Baksjöbäcken som avvattnar avrinningsområdet har biflödesordning 3, vilket innebär att vattnet flödar genom totalt 3 vattendrag innan det når havet efter 182 kilometer. Avrinningsområdet består mestadels av skog (88 procent). Avrinningsområdet har 0,63 kvadratkilometer vattenytor vilket ger det en sjöprocent på 6,4 procent.